# Jannik Karvinen
Jannik Karvinen (født 17. maj 1986) er en dansk ishockeyspiller der spiller for Rødovre Mighty Bulls i Superisligaen. Hans foretrukne position på isen er forward. Han har spillet på flere danske ungdomslandshold, bl.a. ved U-20 VM i 2004, 2005 og 2006.
Han har spillet for Rødovre i hovedparten af sin karriere med en afstikker til Malmö Redhawks hvor han spillede på flere af klubbens ungdomshold.
Karvinen kommer fra en ishockeyfamilie med en far, Heikki Karvinen, der oprindeligt kom fra Finland, men som blev træner for Rødovres førstehold og sidenhen ungdomstræner i klubben. Jannik Karvinens lillesøster Michelle Karvinen er formentlig det største kvindelige ishockeytalent opfostret i Danmark. Hun har dog valgt at forfølge en landsholdskarriere på det betydeligt stærkere finske landshold.[kilde mangler]